# Fritz Jirmann
Fritz Jirmann, född 11 januari 1914 i Božanov, död 1 mars 1943 i Bełżec, var en tysk SS-Oberscharführer. Han var chef för träningen av ukrainska vakter i förintelselägret Bełżec. Han tjänstgjorde även vid mottagningsområdet och i det så kallade lasarettet, där han personligen sköt de äldre, gamla och barn som själva inte förmådde gå till gaskamrarna.
På mottagningsområdet försäkrade han de nyanlända judarna att de skulle få bada och därefter tilldelas arbete. I verkligheten fördes de till gaskamrarna.
Av misstag sköts Jirmann till döds av Heinrich Gley i mars 1943.